# Communauté rurale de Thiétty
La communauté rurale de Thiétty est une communauté rurale du Sénégal située au centre-sud du pays. 
Elle fait partie de l'arrondissement de Saré Bidji, du département de Kolda et de la région de Kolda.